# ペニャキ
ペニャキ（ウクライナ語ペニャキПеняки、ポーランド語ピェニヤキPieniaki）はウクライナのリヴィウ州ブロディフシキィイ地区の村。面積は1.642平方キロメートル。
長い間ポーランド王国（ポーランド＝リトアニア共和国）の領土で、ポーランド分割により王国の行政権が途絶えた。オーストリア帝国領を経たのち、第一次世界大戦が終了してポーランド共和国が成立すると1918年から1939年までは同共和国のタルノポル県に属した。ソビエト連邦のポーランド侵攻により同地はソビエト連邦のウクライナ・ソビエト社会主義共和国に併合され、以後はウクライナ領となっている。

## 旧領主
2010年現在英紙フィナンシャル・タイムズに勤務するポーランド人記者ヤン・チェンスキ（Jan Cieński）氏の一家はシュラフタ（ポーランド貴族）で、3世紀もの長きに亘って代々この村の由緒ある領主であった。
一家はこの村を本拠として宮殿を構え、この村を含めてその一帯の3000ヘクタール（30平方キロメートル）もの広大な土地を所有していたが、彼の祖父スタニスワフ・チェンスキ（Stanisław Cieński）は一家の預貯金を全額現金化して戦争直前のポーランド政府に寄付し、国家防衛を支援したものの、第二次世界大戦でポーランドはこの地一帯をソビエト連邦に占領され、一家の不動産はそのまま戦後にウクライナに接収された。17世紀に建てられたチェンスキ家の宮殿はウクライナによって破壊され、そのレンガは村の公民館の建材となり、丘の上にある宮殿の敷地は更地になり、のちに駐車場とされた。
西ウクライナにおけるウクライナ人の多くは排他的なウクライナ民族主義者で特にポーランドに対する憎悪が強く、この土地からポーランド人がいなくなったことに満足している。しかしこの村に関してはそのウクライナ人住民の一部はいまでもチェンスキ家を崇敬しており、チェンスキ記者がこの村を訪れると、ある住民は領主様であったチェンスキ家の若殿ヤンに会えることに歓喜し、ヤンに対して忠誠を示す挨拶をするという。
ポーランド政府はこういった、現在国外に存在する不動産に関する財産権の補償には積極的で、法律により現在の時価の20%に相当する補償金を受け取ることができることになっている（国内にある不動産に関しては解決すべき問題が山積している）。チェンスキ家もペニャキ村一帯の不動産の補償をポーランド政府より受けている。

## 参照
1. 1 2 3 4  “Poland’s lost property” (English) (2010年3月25日). 2010年3月26日閲覧。